# Edmond Pelouze
Edmond Pelouze, de son vrai nom, François Paul Edme Pelouze, né vers 1773 et mort à Paris le 21 novembre 1850) était un industriel et scientifique français du début du XIXe siècle. Après avoir dirigé plusieurs usines, il a été attaché à la manufacture de Saint-Gobain. Edmond Pelouze fut directeur de forges du Creusot et a finalement pris la tête d'une fabrique de porcelaine fondée sur ses conseils à Valognes. C'est à lui que l'on doit l'idée d'introduire la culture du coton en Algérie, idée qu'il a défendue pour la première fois dans un mémoire présenté à l'Académie des sciences.

## Vie personnelle
Ancien planteur de coton et propriétaire d'habitation à Sainte-Lucie, il a épousé Sarah Dejean à New London, Connecticut, le 1er janvier 1787.
Edmond Pelouze est le père du scientifique Théophile-Jules Pelouze, né à Valognes le 26 février 1807, qui dirigea la Monnaie de Paris.
Il mourut à Paris en 1850.

## Repères bibliographiques
En 1831, il prit la chaire de Louis Joseph Gay-Lussac à l'École polytechnique qu'il conservera jusqu'en 1847.
En 1836, il montre que les acides malique et fumarique sont des isomères, ouvrant ainsi la voix à l'étude de l'isomérie qui allait permettre de comprendre intimement la structure du carbone et par là la chimie organique.
Admis en 1837 à l'Académie des Sciences, il suppléa Louis Jacques Thénard au Collège de France.
Dès 1838, il présenta à l'Académie des sciences un mémoire sur la naturalisation du coton en Algérie, pour démontrer que le cotonnier pouvait prospérer dans ce pays.

## Publications
Il est l’auteur de divers ouvrages techniques,,. Il a écrit un grand nombre d'ouvrages sur les sciences appliquées, notamment sur la fabrication du fer, la minéralogie, l'art du fumiste, sur la fabrication du coke, sur les poteries, sur la machine à vapeur.